# Ortolph Fomann der Jüngere

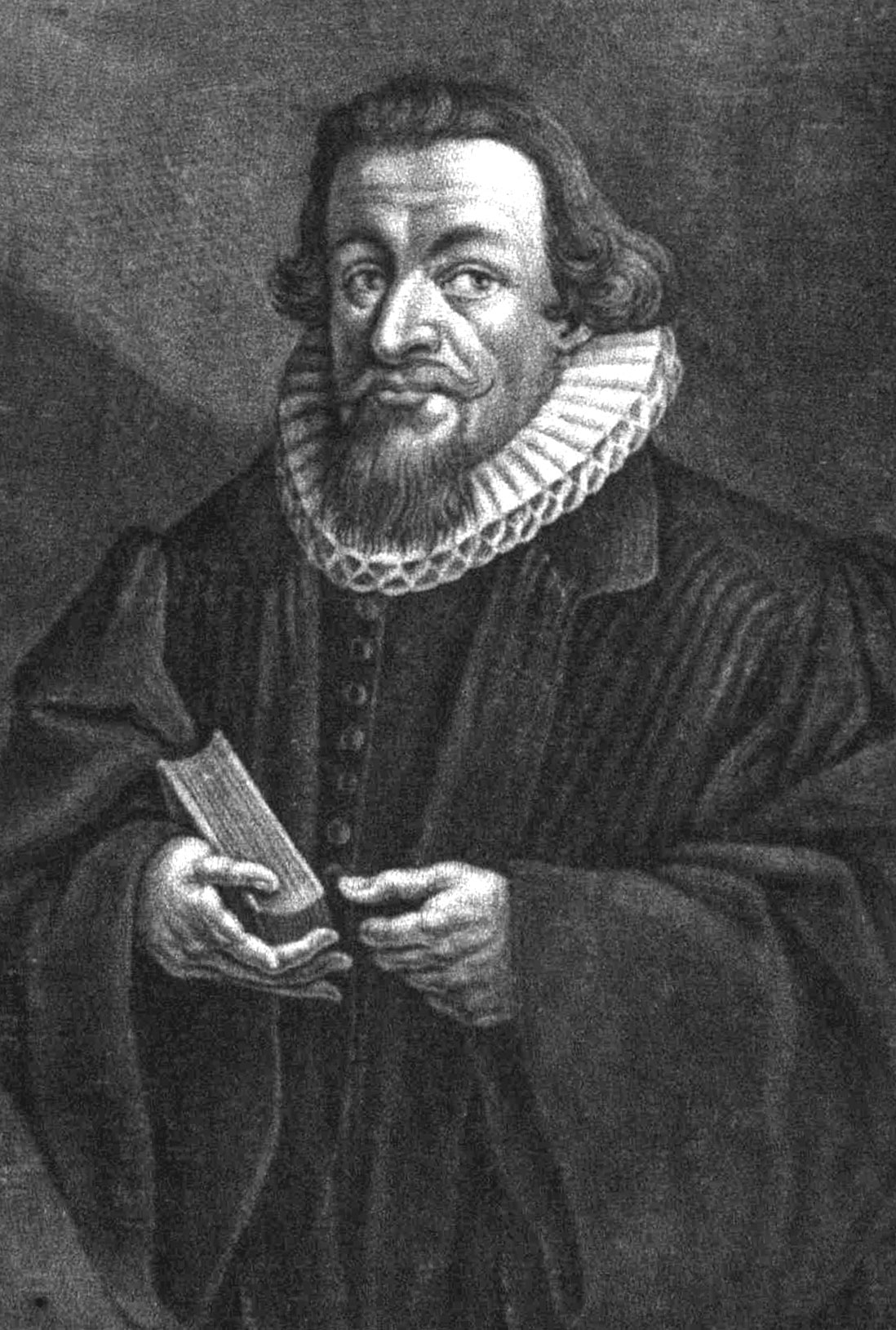
Ortolph Fomann der Jüngere

Ortolph Fomann der Jüngere und latinisiert Ortholphus Fomannus (* 3. Juni 1598 in Jena; † 6. Juni 1640 ebenda) war ein deutscher Historiker und Rechtswissenschaftler.

## Familie
Fomann war zwei Mal verheiratet. Seine erste Ehe schloss er am 11. September 1620 mit Margaretha Horn (* um 1594 in Freiberg; † 5. Juni 1622 in Jena), die Witwe des Professors der Rechte in Jena Oswald Hilliger (1583–1619), die Tochter des Jenaer Ratsherrn Nicolaus Horn und dessen Frau Barbara Nitzsche. Seine zweite Ehe ging er am 20. Oktober 1623 mit Dorothea Susanna Arumaeus, die Tochter des Jenaer Professors Dominicus Arumaeus, ein. Aus dieser Ehe stammen Kinder. Von diesen kennt man:
- Dorothea Susanne Fomann (* 14. Januar 1607 in Jena; † 12. August 1640 ebenda)
- Ortholph Fomann
- Anna Barbara Fomann
- Marie Fomann
- Justine Dominik Fomann
- Catherine Fomann
- Jacob Fomann

## Werke (Auswahl)
- Diss. de acquirenda et retinenda possessione etc.
- Conclusiones de usucapionibus et praescriptionibus etc.